# Катастрофа Ту-154 в Мешхеде (2006)
Катастрофа Ту-154 в Мешхеде (2006) — авиационная катастрофа, произошедшая в пятницу 1 сентября 2006 года в аэропорту Мешхеда, при этом погибли 28 человек.

## Самолёт

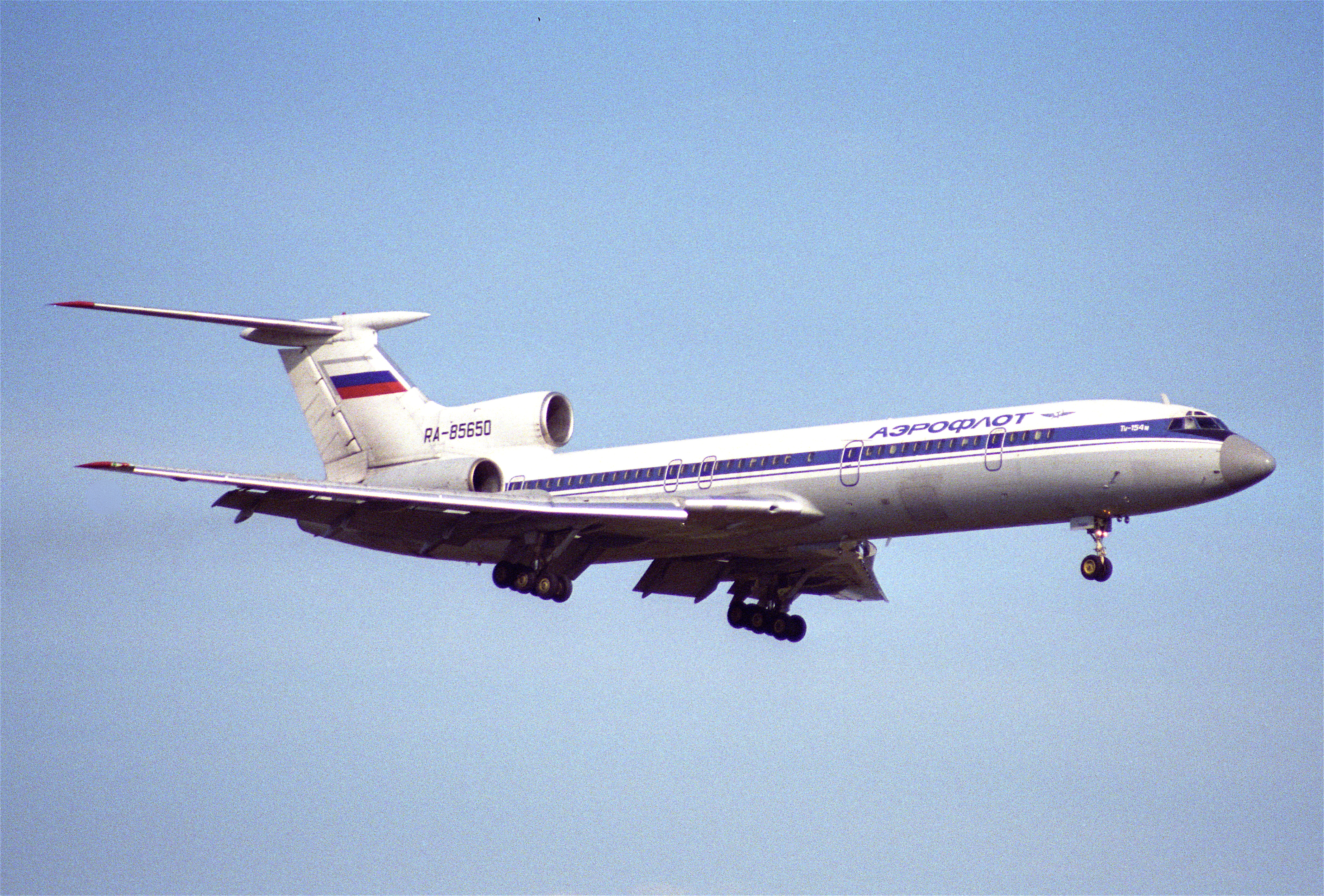
Разбившийся самолёт в 1997 году

Ту-154М с заводским номером 88A-788 и серийным 07-88 был выпущен заводом «Авиакор» 28 октября 1988 года и был передан МГА СССР, которое присвоило авиалайнеру регистрационный номер СССР-85650 и направило его в Центральное управление международного воздушного сообщения («Аэрофлот»), где он начал эксплуатироваться с 10 ноября. 15 октября 1992 года был перерегистрирован, в результате чего буквенная часть его б/н сменилась с СССР-85650 на RA-85650. С 30 июня 1996 года по 1 февраля 1997 года сдавался в лизинг авиакомпании Armavia (буквенная часть его б/н сменилась на EW-85650), после чего вернулся в «Аэрофлот». 11 мая 2000 года был сдан в лизинг авиакомпании Pannon Airlines (борт HA-LCX), а 6 июня 2002 года — авиакомпании Bulgarian Air Charter (борт LZ-LCI). 27 апреля 2004 года под изначальным бортовым номером (RA-85650) начал эксплуатироваться авиакомпанией «Авиалинии 400», а 5 сентября 2005 года был сдан в лизинг авиакомпании Iran Air Tours, где получил бортовой номер EP-MCF. Оснащён тремя турбореактивными двигателями Д-30КУ-154-II.

## Катастрофа
Самолёт выполнял внутренний рейс 945 из Бендер-Аббаса в Мешхед, а на его борту находились 11 членов экипажа и 137 пассажиров. Непосредственно сам полёт прошёл без отклонений, но когда примерно в 13:45 по местному времени лайнер выполнял посадку на ВПП №14L в аэропорту Мешхеда, то после касания произошёл отказ передней стойки шасси (либо лопнула шина, либо сама стойка не выпустилась; в разных источниках данные отличаются). Повернувшись в сторону, авиалайнер выехал за пределы полосы на грунт, после чего врезался в землю плоскостью крыла, которая начала разрушаться. Вытекшее из повреждённых баков топливо воспламенилось, вызвав пожар, который частично уничтожил самолёт. В катастрофе погибли 28 из 148 пассажиров, раненых — 47.